# Гнилушка (приток Битюга)
Гнилушка — река в России, протекает в Воронежской и Тамбовской областях. Левый приток реки Битюг.

## География
Река берёт начало к юго-востоку от села Кужное Мордовского района Тамбовской области. Течёт на юго-запад по открытой местности. Устье реки находится у села Вязковка в 253 км по левому берегу реки Битюг. Длина реки составляет 10 км, площадь водосборного бассейна 42 км².

## Данные водного реестра
По данным государственного водного реестра России относится к Донскому бассейновому округу, водохозяйственный участок реки — Битюг, речной подбассейн реки — бассейны притоков Дона до впадения Хопра. Речной бассейн реки — Дон (российская часть бассейна).
Код объекта в государственном водном реестре — 05010100912107000003873.